# Мы — вундеркинды
«Мы — вундеркинды» («Мы — дети чуда», нем. Wir Wunderkinder) — чёрно-белый художественный фильм 1958 года производства ФРГ, снятый Куртом Хофманом по одноимённому роману Хуго Гартунга (в русском переводе роман выходил под названием «Дети чуда»).
Фильм, имеющий антифашистскую направленность, был высоко оценён как в СССР, так и в Западной Европе и получил ряд призов на кинофестивалях. Позже он вошёл в число 147 лучших немецких фильмов периода 1895—2013 годов.

## Сюжет
В начале фильма закадровый голос сообщает, что его название означает «чудо-дети», поскольку чудом является то, что герои остались в живых после пережитых ими событий XX века. В центре фильма — судьба нескольких одноклассников из вымышленного провинциального города Нойштадта. События комментируются рассказчиком и аккомпаниатором, время от времени исполняющими песни.
1913 год. Во время торжественного запуска воздушного шара в честь 100-летия Битвы под Лейпцигом двое мальчишек-школьников пытаются проникнуть на шар. Одного из них, Ганса Бёккеля, ловят, а другому, Бруно Тихесу, удаётся попасть на шар, который, однако, не долетает до цели, что не мешает Бруно на следующий день хвастать перед всем классом о якобы имевшей место встрече с Кайзером. Показано также семейство фрау Майзегайер, у которой пятеро детей от разных мужей.
Проходит около десяти лет. Бруно стал стажёром в банке «Штейн и сын», сыном владельца которого является одноклассник Бруно Зигфрид. Фрау Майзегайер открывает ресторан, куда пристраивает всех своих детей. Ганс учится на философском факультете в Мюнхене. Он бедный студент и для заработка раздаёт газеты. Рядом раздают «боевой вестник» НСДАП, однако эта партия пока мало кому известна. Также Ганс знакомится с Верой фон Ливен, с которой они начинают встречаться. Неожиданно к Гансу заходит Бруно, который сообщает, что бросил работу в банке и приехал в Мюнхен, где «что-то готовится».
В ноябре 1923 года приходит новость о том, что Гитлер создал в пивной новое правительство, но Ганса это мало интересует. Он навещает в больнице Веру, у которой был аппендицит, и делает ей предложение. Вскоре Ганс получает докторскую степень, но вместо Веры к нему на квартиру приходит её отец, который говорит, что Вера уехала в Швейцарию, потому что врачи нашли у неё «процесс в лёгком». В пивной Ганс встречает Бруно с товарищами в форме со свастикой, среди которых Карл Майзегайер. Они спрашивают Ганса, читал ли он «Мою борьбу». Внезапно в пивную приезжает фюрер, но Ганса выпроваживают до того, как тот входит.
Проходит ещё пять лет. Ганс работает в научном отделе газеты. От Веры часто приходят письма, но она по-прежнему в Швейцарии. На новогоднем карнавале Ганс знакомится с датчанкой Кирстен. На сцене исполняются сатирические куплеты про Гитлера, но прибывшая группа национал-социалистов во главе с Карлом требует прекратить пение и устраивает потасовку. Вскоре оказывается, что Кирстен стала снимать комнату в том же доме, что и Ганс. Когда наступает канун 1933 Нового года, Ганс предлагает Кирстен отметить его вместе.
НСДАП приходит к власти. В редакцию к Гансу заходит Зигфрид Штейн: как еврею, ему грозит опасность, и он спрашивает у Ганса совета, бежать ли за границу сразу или подождать готовности документов. Ганс пробует попросить помощи у Бруно, в доме которого встречает и Карла, но понимает по его реакции, что Карл мечтает разделаться со Штейном. Дома Ганс получает телеграмму от Веры, которая предлагает встретиться в Вероне. Кирстен же сообщает, что она как раз уезжает к своему жениху в Данию. В Вероне Ганс и Вера встречаются спустя 10 лет после разлуки. Вера говорит, что она не вернётся в Германию, где только что её отца чуть не арестовали, так что ему пришлось эмигрировать в Париж. Ганс и Вера расстаются. В Мюнхене Ганс теряет работу в газете из-за того, что не использует нацистское приветствие.
1939 год. Ганс едва сводит концы с концами, работая упаковщиком в книжном магазине. В Мюнхен приезжает Кирстен, которая признаётся, что никакого жениха не было. Ганс и Кирстен едут в Данию и женятся. Но начинается война, и они оба (Кирстен теперь гражданка Германии) вынуждены вернуться в Германию.
Война заканчивается, Ганс возвращается живым. У них с Кирстен двое маленьких детей. Они живут очень бедно, снимая комнату в Нойштадте. Однако Ганса навещает Зигфрид, который предлагает ему работу в редакции. Ганс также встречает Бруно, который отрёкся от нацизма и снова живёт неплохо, зарабатывая перепродажей вещей.
1950-е годы. После поражения в войне Германия постепенно восстанавливается. Ганс работает главным редактором газеты. Бруно стал «генеральным директором» предприятия, а Карл служит у него шофёром. Рассерженный Бруно приходит в издательство, требуя опровержения статьи, написанной Гансом. По мнению Ганса, до войны люди сначала не принимали нацистов всерьёз, из-за чего те пришли к власти. Но теперь людей, подобных Бруно, надо остановить. Ганс отказывается печатать опровержение, возмущённый Бруно уходит и падает в шахту закрытого на ремонт лифта. На похоронах Бруно видно множество людей, подобных ему, в том числе его бывшие соратники-нацисты, а также семья Майзегайеров, приехавших из Аргентины. Фильм заканчивается титром: «Мы предостерегаем живых. Всех… не только немцев».

## В ролях
(В скобках указаны актёры дубляжа в советской прокатной версии.)
- Хансьёрг Фельми — Ганс Бёккель (Яворский)
- Роберт Граф — Бруно Тихес (Глузский)
- Йоханна фон Кочиан — Кирстен Хансен (Мизери)
- Вера Фридтберг — Вера фон Ливен (Зорская)
- Элизабет Фликеншильдт — Мари Майзегайер (Никитина)
- Юрген Гослар — Карл «Шалли» Майзегайер (Балашов)
- Ингрид фон Берген — Эвелин Майзегайер (Земнукова)
- Ингрид Пан — Додди Майзегайер (Сорочинская)
- Пинкас Браун — Зигфрид Штейн
- Михль Ланг — Г-н Розелиб (Колпаков)
- Лисль Карлштадт — Г-жа Розелиб (Троицкая)
- Вольфганг Нойс — комментатор (Дудник)
- Вольфганг Мюллер — Гуго, пианист (Цейц)
- Хорст Тапперт — учитель Шиндлер

## Критика
В подборке отзывов на фильмы ММКФ-1959, опубликованные в журнале «Огонёк», немецкий кинематографист Ганс Роденберг (ГДР) отметил, что картина Хауфмана «с большим успехом демонстрировалась в Германии. Она шла и в западной зоне и у нас, в демократической республике. Причина её успеха, конечно, в очень оригинальной режиссуре, хорошем сценарии, талантливой игре артистов». По его мнению, главное в фильме — его бесспорная антифашистская и антивоенная направленность: «картина объективно разоблачает современных хозяев Бонна, предупреждает против возрождения фашизма».

## Награды
- 1959 — Deutscher Filmpreis — серебряный приз за лучший игровой фильм[3]
- 1959 — Deutscher Filmpreis — серебряный приз лучшему молодому актёру (Роберт Граф)
- 1959 — Московский международный кинофестиваль 1959 — Золотая медаль (разделил награду с фильмами «Бегство из тени» и «Настанет день»)
- 1960 — Золотой глобус — Золотой глобус за лучший иностранный фильм[4] (разделил награду с фильмами «Земляничная поляна», «Чёрный Орфей», «Мост» и «Ключ»)[5]
- 1960 — Премия «Бэмби» — лучшему молодому актёру (Хансьёрг Фельми)[6]